# Zwolle-IJsselkanaal
Het Zwolle-IJsselkanaal is een kanaal bij Zwolle, dat het Zwarte Water met de rivier de IJssel verbindt. Het kanaal kan als de opvolger van de Willemsvaart worden gezien.

## Geschiedenis
In 1960/1961 is men begonnen met het graven van het Zwolle-IJsselkanaal. Dit werd gedaan om, na het uitbreiden van de wijk Holtenbroek, het nieuwe industriegebied langs het Zwarte Water beter te ontsluiten. Het kanaal werd op 7 december 1964 officieel geopend.

## Fauna
In het kanaal komen de blankvoorn en brasem voor. Ook wordt snoekbaars en paling met enige regelmaat gevangen. Verder komt ook de mossel voor in het kanaal.

## Bruggen
Van noord naar zuid liggen de volgende bruggen over het Zwolle-IJsselkanaal:
| Nr.: | Naam:                                  | Soort:                     | Traject:                                    | Afbeelding: |
| ---- | -------------------------------------- | -------------------------- | ------------------------------------------- | ----------- |
| 1    | Frankhuisbrug                          | voetgangersbrug (boogbrug) | Bedrijventerrein Voorst-A - Frankhuis       |             |
| 2*   | Spoorbrug over het Zwolle-IJsselkanaal | spoorbrug (liggerbrug)     | Zwolle - Kampen (Kamperlijntje)             |             |
| 3    | Voorsterbrug                           | verkeersbrug (liggerbrug)  | Westenholte - Zwolle-Centrum (Hasselterweg) |             |
| 4    | Voorsterbrug                           | verkeersbrug (liggerbrug)  | Zwolle - Hasselt (Westenholterallee)        |             |
| 5    | Spooldersluis                          | verkeersbrug (ophaalbrug)  | Westenholte - Spoolde (Turnhoutsweg)        |             |

- Officiële naam onbekend.